# Soyuz TMA-21
Soyuz ТМА-20 es un vuelo espacial tripulado a la Estación Espacial Internacional (ISS) que despegó del cosmódromo de Baikonur el 4 de abril de 2011 como parte de la expedición 27. Forma parte del programa Soyuz, utilizando las naves de tipo Soyuz TMA. Regresó a la Tierra seis meses, el 16 de septiembre de 2011.
Se ha bautizado como Gagarin en honor al cincuenta aniversario del primer cosmonauta y primer ser humano en orbitar alrededor de la Tierra el 12 de abril de 1961, Yuri Gagarin. Excepto el astronauta estadounidense, los dos rusos hacen su primer viaje espacial.

## Tripulación y misiones
| Puesto               | Miembro de la tripulación                              | Miembro de la tripulación                              |
| -------------------- | ------------------------------------------------------ | ------------------------------------------------------ |
| Comandante           | Aleksándr Samokutiaiev, RKA Expedición 27 Primer vuelo | Aleksándr Samokutiaiev, RKA Expedición 27 Primer vuelo |
| Ingeniero de Vuelo 1 | Andréi Borisenko, RKA Expedición 27 Tercer vuelo       | Andréi Borisenko, RKA Expedición 27 Tercer vuelo       |
| Ingeniero de Vuelo 2 | Ronald John Garan, NASA Expedición 27 Segundo vuelo    | Ronald John Garan, NASA Expedición 27 Segundo vuelo    |

La TMA-21 podría participar en una sesión fotográfica de la ISS durante el acoplamiento del transbordador 
Endeavour en la misión STS-134. Desde abril a mayo la tripulación supervisará la separación de la Progress M-09M del módulo Pirs y el acoplamiento de la Progress M-10M. El regreso de la Soyuz TMA-21 se produjo 16 de septiembre de 2011.

## Características
Características generales de la nave Soyuz (Soyuz TMA):
- Masa: 7 220 kg
- Longitud: 7'48 m
- Diámetro máximo: 2'72 m
- Envergadura (con paneles solares desplegados): 10'7 m
- Volumen habitable: 9 m³
- Masa de combustible y comburente: 900 kg.

La nave está dividida en tres módulos, módulo orbital, de descenso y propulsión.

## Lanzamiento
La cápsula original de la Soyuz TMA-21 fue instalada en la Soyuz TMA-20 después de que esta sufriese un accidente ferroviario el pasado verano. El lanzamiento de la Soyuz TMA-21 debía haber tenido lugar el 30 de marzo, pero fue pospuesto por culpa de un condensador defectuoso del sistema de comunicaciones Kvant-V, situado en el módulo PAO de la nave y fabricado en Ucrania.
El 4 de abril de 2011 a las 22:18:20 UTC la Soyuz TMA-21 (11F732A17 número 231) despegó desde la rampa número 5 (PU-5 o 17P32-5) del área 1 o plataforma Gagarin del cosmódromo de Baikonur en Kazajistán mediante un cohete Soyuz-FG (11A511U-FG). La Soyuz TMA-21 se acopló el día 6 de abril a las 23:18 UTC con el módulo Poisk del segmento ruso de la ISS.